# 日蔵
日蔵（にちぞう、905年? - 967年? ）は、平安中期の修験者。真言密教の僧。如意輪寺を開基した。または、道賢とも称されたという。
三善清行の子とされる。兄弟に浄蔵がいる。また、『源平盛衰記』では朱雀天皇の落胤としている。初名は道賢。916年2月に12歳のときに金峯山椿山寺で剃髪  し、穀物を断って修行に励んだ。延喜年間に如意輪寺を開基し、後に山城国の東寺に住み、次いで大和国の室生山龍門寺に住んで「学問は真言を究め、神験極まりなかった」（『本朝神仙伝』）という。なお、本朝神仙伝では、老年になっても幼い顔のままであったといい、老年になって前世に埋めた 鈴杵 を掘り当てたので「前世と今世を知る人物」としている。万秋楽は日蔵が唐から伝えた曲とされる 。
修行の際、吉野山の中で鬼に遭遇したとか、金峯山浄土で雷神鬼王などの異形の配下を伴って現れた菅原道真と言葉を交わしたとか伝説の多い人物である。
鳳閣寺には、日蔵上人坐像が安置されている。